# Tafsir
En tafsir ((arabisk: تفسير ) tafsīr, arabisk: "forklaring") er kommentarer til og forklaringer på koranens tekster. En person der skriver en tafsir kaldes for en mufassir ((arabisk:  مفسر ) mufassir, flertal (arabisk: مفسرين ) mufassirīn).